# 盧克·凱奇
盧克·凱奇（英語：Luke Cage）是一位出現在漫威漫畫所出版的漫畫中登場的超級英雄，由Archie Goodwin與老约翰·罗米塔所創作。初次登場是在《Luke Cage, Hero For Hire》第一期。

## 人物
卡爾·盧卡斯在年輕時曾經混跡街頭，但隨著年紀增長與親人的離世讓他決定放棄這樣的生活，但某天被過去的好友陷害而入獄，在獄中為了早點出獄而自願接受重現過去超級士兵計畫的實驗，就在實驗時，一個敵視卡爾的囚犯比利·鮑伯闖進實驗室想加害卡爾，誤打誤撞下卻加速了卡爾身上的化學物，結果導致他全身細胞因此突變，力量大幅提升，並獲得了刀槍不入的能力。
之後卡爾靠這般力量逃獄，回到紐約後決定用這力量在維護正義的同時賺取金錢，於是他改名為盧克·凱奇，並接受雇傭去行俠仗義。
洗脫罪名後不久，鐵拳俠的對手巨腹蛇捉走了凱奇的合伙人跟女友，逼他去找私家偵探迷霧騎士的麻煩。鐵拳俠因迷霧騎士原因跟凱奇交手，結果惺惺相惜的二人決定合力打倒巨腹蛇。雖然兩人的背景差異甚大，可是凱奇跟鐵拳俠卻說不出的投緣。於是以兩人為主的超級出租英雄隊伍雇傭英雄便誕生。凱奇跟鐵拳俠的組合非常成功，更因為鐵拳俠的外空間背景，凱奇的戰鬥層面由街頭戰士一下子晉身至穿梭不同空間的水平。
凱奇曾和漫威宇宙的幾位女英雄約會過，但其中和他最有感覺的是潔西卡·瓊斯，潔西卡懷孕並生下一女後，兩人在其他英雄的祝福下結婚。
可是好景不常，隨著超級英雄註冊法案的出現，令超級英雄們分裂為支持註冊派和反註冊派。反對註冊法的凱奇於是把妻女送到加拿大，自己則加入美國隊長一方和他聯手對抗美國政府和支持註冊派。美國隊長遇刺後，凱奇在奇異博士的幫助下成了反註冊派的領袖。
在史克魯爾人引發的秘密入侵期間，凱奇和反註冊派成員拋棄過去的歧見，與支持註冊派合作聯手對抗史克魯爾人的侵略。
而在因秘密入侵導致「鋼鐵人」東尼·史塔克被迫辭去神盾局局長的職位後，諾曼·奧斯朋取代了他，並將神盾局改組為天錘局，驅逐了原來的復仇者聯盟成員，並找來一些超級罪犯建立起由政府支持的超級英雄團隊「黑暗復仇者」。凱奇當時因為女兒失蹤，被迫和諾曼合作，直到黑暗復仇者替他找回了女兒。但不甘心的諾曼將鐵拳俠洗腦，並派他去對付凱奇，不過在兩人深厚的友誼下，凱奇成功解除了鐵拳俠的洗腦。
美國隊長復活後決心重組復仇者，但凱奇質疑重新和政府合作的話，那過去的對抗就沒有意義。於是美國隊長就拜託凱奇將對此有疑慮的成員組合起來，成為一支不受政府控制的復仇者隊伍。

## 能力
盧克‧凱奇的肌肉組織和骨頭密度都得到強化，擁有超強耐力和力量，能舉起約25噸重物，可使用拳頭擊穿4英吋（約0.1米）厚的鋼板。
盧克‧凱奇的皮膚堅硬如鋼（醫療激光刀可以切開他的皮膚），能承受1噸重物碰撞，也可承受刀具、匕首等冷兵器攻擊，甚至能承受常規手槍近距離射擊（4英呎（1.2米）範圍內）和150磅（68公斤）TNT炸藥爆炸。盧克‧凱奇也擁有比普通人快3倍的再生能力。
盧克‧凱奇是一名經驗豐富的街頭格鬥高手，在得到超能力之前就是有天賦的運動員。他還在鐵拳的指導下學習武術，學習如何與他的力量結合平衡，以提高他的戰鬥效能面對更強大的對手。盧克‧凱奇也擁有較好的語言能力，掌握幾種語言。

## 其他媒體

### 動畫
- 《終極蜘蛛人》：以十多歲的青少年版本登場[1][2]，由Ogie Banks配音[3]。
- 《天雷爭霸：復仇者聯盟》：由小柳良寛配音。

### 電視劇
- 在漫威電影宇宙中，盧克·凱奇由麥克·寇特飾演。
  - 2015年《杰西卡·琼斯》第一季[4]
  - 2016年《盧克·凱奇》
  - 2017年《捍衛者聯盟》
  - 2018年《盧克·凱奇》第二季

### 遊戲
- 《漫威：未來之戰》，手機遊戲。以力量人為名，是玩家可使用角色之一。
- 《漫威英雄 Online》：玩家創角時可選擇盧克.凱奇為遊戲角色，或另付費購買。

## 外部連結
- 漫威官網上的盧克·凱奇 （页面存档备份，存于）